# Subcultuur
Een subcultuur  is een cultuur die verschilt van de dominante cultuur of - in de enge zin van het woord - een erg specifieke tak van een bepaalde hiertoe behorende cultuur omschrijft. Subculturen ziet men voornamelijk bij adolescenten (pubers), omdat in die leeftijd de zoektocht naar een identiteit nog volop aan de gang is. Per definitie kan dus van een subcultuur gesproken worden als een ethisch/esthetische deelverzameling van waarden en normen, ruim genoeg om onder één noemer geplaatst te kunnen worden maar toch afwijkend en gedetermineerd genoeg om los te kunnen worden beschouwd van de algemene cultuur waartoe deze behoort. In de sociologische statistiek beschouwt men alles binnen de hoofdcurve als een deelverzameling van subculturen, en wat er buiten valt als marginaal. Of een groep van sterk overeenkomstige marginale individuen ook als subcultuur mogen beschouwd worden, vormt dus voer voor een discussie.
Subculturen hebben vaak eigen stijlen, die zich uiten in de vorm van kleding en muziek, maar ook taalgebruik en politieke voorkeuren. Ook kan een subcultuur ontstaan door zaken die bepaalde groepen al met elkaar gelijk hebben, zoals etniciteit of religie.
Bedrijven spelen steeds vaker in op subculturen, omdat adolescenten dankzij bijbaantjes en verhoogde ouderlijke bijdragen steeds meer te besteden hebben. In reclames zijn daarom veel vaker jeugdig aandoende trends waar te nemen.

## Voorbeelden
- Beatniks
- Crusty
- Dark academia
- Disco
- E-girl
- Emo
- Gabbers
- Geeks
- Goa
- Gopnik
- Gothics
- Hiphop
- Hippies
- Hipster
- Mod
- Hooligans
- Jumpstyle
- Lolita's
- Metalheads
- Nerds
- New wavers
- Nozem
- Popjihad
- Punkers
- Skaters
- Skinheads
- Straight edge
- Tecktonik
- Tradwife
- Urban
- Ultras
- Visual kei
- Zazou